# Wspomnienia (film 2001)
Wspomnienia (hindi यादें / Yaddein, urdu یادیں) to bollywoodzki dramat miłosny z 2001 roku w reżyserii Subhasha Ghai. Główne role zagrali Jackie Shroff, Hrithik Roshan i Kareena Kapoor. Zdjęcia kręcono w Anglii (m.in. Londyn, Windsor, Ascot, Cliveden House w hrabstwie Buckinghamshire), Indiach (Udajpur, Panchkula) i Malezji.
Tematem filmu jest wartość rodziny, małżeństwa, szacunku dla rodziców i miłości, która zwycięża ambicje, zabieganie o pieniądze i karierę.

## Fabuła
Raj Singh Puri (Jackie Shroff) traci w wypadku samochodowym ukochaną żonę Shalini (Rati Agnihotri). Przy łożu śmierci obiecuje jej, że wychowując jako wdowiec córki będzie dla nich nie tylko ojcem, ale i przyjacielem, że pozwoli im wyjść za mąż zgodnie z ich pragnieniami. Rodzina mieszka w Londynie, ale Raj stęskniony za Indiami i zaniepokojony wpływem, jaki pobyt w Anglii ma na jego córki decyduje się na powrót do ojczyzny. Tam aranżuje małżeństwo Avantiki (Avni Vasa), a potem z wielkimi oporami zgadza się na ślub Sanii (Himani Rawat) z jej ukochanym. Raj ma wątpliwości, czy jego córka będzie szczęśliwa w domu męża z jego rodzicami. Daremnie przekonuje ją, jak ważna jest nie tylko osoba wybranego mężczyzny, ale także rodzina, z której on pochodzi, której częścią ona wkrótce się stanie. Po pewnym czasie okazuje się, że Raj miał rację. Z powodu konfliktu z teściami małżeństwo Sanii przechodzi kryzys. Sania odchodzi od męża, co w warunkach indyjskich przeżywane jest jako tragedia. Chcąc ratować małżeństwo córki Raj szuka pomocy u starego przyjaciela Lalita. Lalit załatwia zięciowi Raja pracę w Dubaju, aby mógł on uzdrowić swoje małżeństwo z dala od rodziców, a Raj pośredniczy w swataniu syna Lalita Ronita (Hrithik Roshan) z Induską z Ameryki, wyzwoloną, nie przykładającą znaczenia do wartości rodziny i macierzyństwa, nastawioną na karierę i zabawę Monishką. Dla obu rodzin aranżujących małżeństwo jest to okazja do wzbogacenia się poprzez fuzję ogromnych wpływowych firm. Raj pomagając w aranżowaniu tego małżeństwa nie zdaje sobie sprawy, że Ronit od dawna jest zakochany w przyjaciółce z dzieciństwa najmłodszej córce Raja Ishy (Kareena Kapoor).

## Obsada
- Jackie Shroff – Raj Singh Puri
- Rati Agnihotri – Shalini Singh Puri
- Hrithik Roshan – Ronit Malhotra
- Kareena Kapoor – Isha Singh Puri
- Supriya Karnik – Nalini Malhotra
- Amrish Puri – J.K. Malhotra (wuj Ronita)
- Kiran Rathod – Monishka Rai
- Avni Vasa – Avantika Singh Puri
- Himani Rawat – Sania Singh Puri
- Anang Desai – L.K. Malhotra
- Raahul Singh

## Muzyka i piosenki
Twórca muzyki jest Anu Malik.
| Piosenkę              | śpiewają                                                       | czas trwania | przedstawiaja na ekranie                                                |
| --------------------- | -------------------------------------------------------------- | ------------ | ----------------------------------------------------------------------- |
| Alaap                 | Sunidhi Chauhan                                                | 0:24         | Rati Agnihotri                                                          |
| Yaadein (Male)        | Hariharan                                                      | 5:13         | Jackie Shroff i Hrithik Roshan                                          |
| Jab Dil Mile          | Sukhwinder Singh, Asha Bhonsle, Sunidhi Chauhan i Udit Narayan | 6:52         | Hrithik Roshan i Kareena Kapoor                                         |
| Chamakti Shaam Hai    | Sonu Nigam i Alka Yagnik                                       | 6:29         | Hrithik Roshan, Kareena Kapoor i Kiran Rathod                           |
| Eli Re Eli            | Alka Yagnik, Hema Sardesai i Kavita Krishnamurthy              | 8:03         | Kareena Kapoor, Avni Vasa, Himani Rawat, Hrithik Roshan i Jackie Shroff |
| Kuch Saal Pehle       | Hariharan                                                      | 7:13         | Jackie Shroff, Hrithik Roshan i Kareena Kapoor                          |
| Aye Dil Dil Ki Duniya | K.K & Sneha Pant                                               | 6:36         | Hrithik Roshan i Kareena Kapoor                                         |
| Yaadein (Female)      | Sunidhi Chauhan i Mahalaxmi Iyer                               | 4:43         | Kareena Kapoor, Avni Vasa i Himani Rawat                                |
| Chanda Taare          | Sukhwinder Singh i Kavita Krishnamurthy                        | 7:06         | Hrithik Roshan i Kareena Kapoor                                         |
| Theme Music           | Instrumentalny utwór                                           | 3:47         |                                                                         |